# Chelsea Football Club Women 2022-2023
Questa voce raccoglie le informazioni riguardanti il Chelsea Football Club Women nelle competizioni ufficiali della stagione 2022-2023.

## Stagione
Nella stagione 2022-23 il Chelsea vinse il campionato per la sesta volta, la quarta consecutiva, con due soli punti di vantaggio sul Manchester United, concludendo con 58 punti conquistati in 22 giornate, frutto di 19 vittorie, 1 pareggio e 2 sconfitte. La partita valida per l'ottava giornata di campionato tra Chelsea e Tottenham venne disputata allo Stamford Bridge – sede delle partite casalinghe della prima squadra maschile – facendo registrare un'affluenza di 38 350 spettatori, che divenne il nuovo record di presenze per una partita casalinghe della prima squadra femminile. La stessa partita segnò il rientro in panchina di Emma Hayes, che era assente da quasi due mesi per problemi di salute.
Due settimane prima della vittoria del campionato, il Chelsea aveva vinto la terza FA Women's Cup consecutiva, battendo in finale il Manchester United grazie alla rete decisiva di Samantha Kerr, davanti a un pubblico record, per la coppa, di 77 390 spettatori allo stadio di Wembley.
In Women's Champions League la squadra superò la fase a gruppi come prima classificata del gruppo A a Paris Saint-Germain, Real Madrid e Vllaznia. Ai quarti di finale superò le campionesse in carica dell'Olympique Lione dopo i tiri di rigore e dopo aver segnato la rete decisiva con Maren Mjelde nei minuti di recupero del secondo tempo supplementare. In semifinale affrontò il Barcellona, dal quale venne eliminato, avendo perso la gara d'andata in casa per 1-0 e pareggiato la gara di ritorno.
Dopo essere partita direttamente dai quarti di finale, vista la partecipazione alla Champions League, la squadra arrivò in finale di FA Women's League Cup, dove venne sconfitta dall'Arsenal.

## Maglie e sponsor
Le tenute di gioco solo le stesse adottate dal Chelsea maschile.
|  | Casa | Trasferta | Terza divisa |

## Rosa
Rosa, ruoli e numeri di maglia come da sito ufficiale.
| N. |                        | Ruolo | Calciatrice                   |
| -- | ---------------------- | ----- | ----------------------------- |
| 1  | Svezia (bandiera)      | P     | Zećira Mušović                |
| 3  | Paesi Bassi (bandiera) | D     | Aniek Nouwen                  |
| 4  | Inghilterra (bandiera) | D     | Millie Bright (vice capitano) |
| 5  | Galles (bandiera)      | C     | Sophie Ingle                  |
| 7  | Inghilterra (bandiera) | D     | Jess Carter                   |
| 8  | Germania (bandiera)    | C     | Melanie Leupolz               |
| 9  | Inghilterra (bandiera) | A     | Bethany England               |
| 10 | Inghilterra (bandiera) | A     | Lauren James                  |
| 11 | Norvegia (bandiera)    | C     | Guro Reiten                   |
| 13 | Rep. Ceca (bandiera)   | C     | Kateřina Svitková             |
| 14 | Inghilterra (bandiera) | A     | Fran Kirby                    |
| 15 | Francia (bandiera)     | D     | Ève Périsset                  |
| 16 | Svezia (bandiera)      | D     | Magdalena Eriksson (capitano) |
| 17 | Canada (bandiera)      | C     | Jessie Fleming                |
| 18 | Norvegia (bandiera)    | D     | Maren Mjelde                  |

| N. |                        | Ruolo | Calciatrice             |
| -- | ---------------------- | ----- | ----------------------- |
| 19 | Svezia (bandiera)      | C     | Johanna Rytting Kaneryd |
| 20 | Australia (bandiera)   | A     | Samantha Kerr           |
| 21 | Inghilterra (bandiera) | D     | Niamh Charles           |
| 22 | Scozia (bandiera)      | C     | Erin Cuthbert           |
| 23 | Danimarca (bandiera)   | C     | Pernille Harder         |
| 26 | Canada (bandiera)      | D     | Kadeisha Buchanan       |
| 27 | Russia (bandiera)      | D     | Alsu Abdullina          |
| 28 | Serbia (bandiera)      | C     | Jelena Čanković         |
| 30 | Germania (bandiera)    | P     | Ann-Katrin Berger       |
| 31 | Inghilterra (bandiera) | A     | Aimee Claypole          |
| 32 | Inghilterra (bandiera) | P     | Emily Orman             |
| 34 | Inghilterra (bandiera) | C     | Charlotte Wardlaw       |
| 36 | Inghilterra (bandiera) | C     | Ashanti Akpan           |
| 37 | Inghilterra (bandiera) | A     | Reanna Blades           |
| 38 | Inghilterra (bandiera) | D     | Cerys Brown             |

## Calciomercato

### Sessione estiva
| Acquisti | Acquisti                | Acquisti          | Acquisti      |
| R.       | Nome                    | da                | Modalità      |
| -------- | ----------------------- | ----------------- | ------------- |
| P        | Emily Orman             | Crystal Palace    | fine prestito |
| D        | Kadeisha Buchanan       | Olympique Lione   | definitivo    |
| D        | Jorja Fox               | Charlton Athletic | fine prestito |
| D        | Ève Périsset            | Bordeaux          | definitivo    |
| C        | Johanna Rytting Kaneryd | Häcken            | definitivo    |
| C        | Charlotte Wardlaw       | Liverpool         | fine prestito |
| A        | Agnes Beever-Jones      | Bristol City      | fine prestito |
| A        | Jelena Čanković         | Rosengård         | definitivo    |
| A        | Kateřina Svitková       | West Ham          | definitivo    |
| A        | Lucy Watson             | Sheffield Utd     | definitivo    |

| Cessioni | Cessioni           | Cessioni          | Cessioni   |
| R.       | Nome               | a                 | Modalità   |
| -------- | ------------------ | ----------------- | ---------- |
| D        | Jonna Andersson    | Hammarby          | definitivo |
| D        | Jorja Fox          | Brighton & Hove   | prestito   |
| C        | Ji So-yun          | Suwon             | definitivo |
| C        | Drew Spence        | Tottenham         | definitivo |
| A        | Aggie Beever-Jones | Everton           | prestito   |
| A        | Emma Thompson      | Lewes             | prestito   |
| A        | Lucy Watson        | Charlton Athletic | prestito   |

### Sessione invernale
| Acquisti | Acquisti     | Acquisti           | Acquisti   |
| R.       | Nome         | da                 | Modalità   |
| -------- | ------------ | ------------------ | ---------- |
| A        | Maika Hamano | INAC Kobe Leonessa | definitivo |

| Cessioni | Cessioni          | Cessioni  | Cessioni   |
| R.       | Nome              | a         | Modalità   |
| -------- | ----------------- | --------- | ---------- |
| D        | Aniek Nouwen      | Milan     | prestito   |
| C        | Charlotte Wardlaw | Lewes     | prestito   |
| A        | Bethany England   | Tottenham | definitivo |
| A        | Maika Hamano      | Hammarby  | prestito   |

## Risultati

### Women's Super League

#### Girone di andata
| Arbitro: | Reeves |

|                               |           |                   |
| Kirby 40’ Kerr 58’ Bright 62’ | Marcatori | 3’ Brynjarsdóttir |

| Arbitro: | Heaslip |

|                                |           |                 |
| Stengel 67’ (rig.), 87’ (rig.) | Marcatori | 3’ (rig.) Kirby |

| Arbitro: | Byrne |

|                             |           |  |
| Kirby 42’ Mjelde 78’ (rig.) | Marcatori |  |

| Arbitro: | Impey |

|                     |           |                                      |
| Buchanan 53’ (aut.) | Marcatori | 37’, 59’ (rig.) Harder 90+5’ Charles |

| Arbitro: | Byrne |

|  |           |                        |
|  | Marcatori | 58’ England 86’ Harder |

| Arbitro: | Woods |

|                         |           |          |
| James 22’, 47’ Kerr 63’ | Marcatori | 38’ Daly |

| Arbitro: | Foster |

|           |           |                                   |
| Russo 71’ | Marcatori | 60’ Kerr 64’ James 90+2’ Cuthbert |

| Arbitro: | Welch |

|                                         |           |  |
| Kerr 12’ Cuthbert 26’ Reiten 36’ (rig.) | Marcatori |  |

| Arbitro: | Fearn |

|  |           |                                                                            |
|  | Marcatori | 4’ Reiten 13’, 50’ Fleming 39’, 82’ Kirby 41’ Charles 45’ Kerr 75’ England |

| Arbitro: | Dowle |

|                             |           |                              |
| Kirby 16’ Čanković 29’, 33’ | Marcatori | 60’ Troelsgaard 61’ Eikeland |

| Arbitro: | Heaslip |

|                   |           |          |
| Little 57’ (rig.) | Marcatori | 89’ Kerr |

#### Girone di ritorno
| Arbitro: | Byrne |

|                      |           |             |
| Charles 41’ Kerr 86’ | Marcatori | 2’ Koivisto |

| Arbitro: | Byrne |

|                            |           |                                |
| England 16’ Karczewska 88’ | Marcatori | 8’ Carter 27’ James 64’ Reiten |

| Arbitro: | Byrne |

|                                                     |           |               |
| Reiten 12’ (rig.) J. Carter 21’ Rytting Kaneryd 71’ | Marcatori | 88’ D. Carter |

| Arbitro: | Foster |

|          |           |  |
| Kerr 23’ | Marcatori |  |

| Arbitro: | Howard |

|                        |           |  |
| Angeldahl 21’ Hemp 30’ | Marcatori |  |

| Arbitro: | Saunders |

|  |           |                                  |
|  | Marcatori | 22’ Čanković 43’ Reiten 56’ Kerr |

| Arbitro: | Welch |

|                                                                 |           |  |
| Reiten 8’ Cuthbert 18’ Harder 32’, 42’ James 56’ Čanković 90+3’ | Marcatori |  |

| Arbitro: | Saunders |

|  |           |                                                 |
|  | Marcatori | 13’ Charles 48’ Harder 64’ Ingle 90+3’ Cuthbert |

| Arbitro: | Benn |

|                                                                            |           |  |
| Reiten 12’ Kerr 25’ Harder 33’, 81’ Ingle 44’ Fleming 45+2’ Cuthbert 90+2’ | Marcatori |  |

| Arbitro: | Byrne |

|                         |           |  |
| Reiten 22’ Eriksson 41’ | Marcatori |  |

| Arbitro: | Welch |

|  |           |                          |
|  | Marcatori | 18’, 88’ Kerr 42’ Reiten |

### FA Women's Cup
| Arbitro: | Fullicks |

|                    |           |                        |
| Kerr 32’, 52’, 79’ | Marcatori | 62’ Holland 85’ Bonner |

| Arbitro: | Byrne |

|                    |           |  |
| Ingle 21’ Kerr 56’ | Marcatori |  |

| Arbitro: | Brook |

|                 |           |                                         |
| Troelsgaard 70’ | Marcatori | 23’ Carter 26’ (rig.) Mjelde 51’ Reiten |

| Arbitro: | Foster |

|  |           |          |
|  | Marcatori | 59’ Kerr |

| Arbitro: | Heaslip |

|  |           |          |
|  | Marcatori | 68’ Kerr |

### FA Women's League Cup

#### Fase a eliminazione diretta
| Arbitro: | Pearson |

|              |           |                         |
| Spence 90+4’ | Marcatori | 38’, 86’ Kerr 68’ Kirby |

| Arbitro: | Saunders |

|  |           |                                                         |
|  | Marcatori | 3’, 22’, 45+1’, 60’ Kerr 10’ Kirby 55’ James 65’ Reiten |

| Arbitro: | Dowle |

|         |           |                                                         |
| Kerr 2’ | Marcatori | 16’ Blackstenius 24’ (rig.) Little 45+4’ (aut.) Charles |

### UEFA Women's Champions League

#### Fase a gironi
| Arbitro: | Augustyn |

|  |           |            |
|  | Marcatori | 27’ Bright |

| Arbitro: | Bolić |

|                                                           |           |  |
| Kerr 10’, 37’, 57’, 60’ Harder 38’, 72’, 88’ Svitková 78’ | Marcatori |  |

| Arbitro: | Ferrieri Caputi |

|                        |           |  |
| Ingle 67’ Cuthbert 76’ | Marcatori |  |

| Arbitro: | Monzul' |

|          |           |                         |
| Weir 36’ | Marcatori | 59’ (aut.) M. Rodríguez |

| Arbitro: | Wacker |

|  |           |                                                      |
|  | Marcatori | 12’ Ingle 21’ Kirby 87’ Svitková 90+3’ (rig.) Mjelde |

| Arbitro: | Demetrescu |

|                         |           |  |
| Kerr 42’ James 55’, 62’ | Marcatori |  |

#### Fase a eliminazione diretta
| Arbitro: | Olofsson |

|  |           |            |
|  | Marcatori | 28’ Reiten |

| Arbitro: | Martinčić |

|                                  |                      |                                         |
| Mjelde 120+8’ (rig.)             | Marcatori            | 77’ Gilles 110’ Däbritz                 |
| Mjelde Kerr Fleming James Carter | Tiri di rigore 4 – 3 | Marozsán Hegerberg Renard Däbritz Horan |

| Arbitro: | Adámková |

|  |           |                  |
|  | Marcatori | 4’ Graham Hansen |

| Arbitro: | Staubli |

|                   |           |            |
| Graham Hansen 63’ | Marcatori | 67’ Reiten |

## Statistiche

### Statistiche di squadra
| Competizione             | Punti | In casa | In casa | In casa | In casa | In casa | In casa | In trasferta | In trasferta | In trasferta | In trasferta | In trasferta | In trasferta | Totale | Totale | Totale | Totale | Totale | Totale | DR  |
| Competizione             | Punti | G       | V       | N       | P       | Gf      | Gs      | G            | V            | N            | P            | Gf           | Gs           | G      | V      | N      | P      | Gf     | Gs     | DR  |
| ------------------------ | ----- | ------- | ------- | ------- | ------- | ------- | ------- | ------------ | ------------ | ------------ | ------------ | ------------ | ------------ | ------ | ------ | ------ | ------ | ------ | ------ | --- |
| Women's Super League     | 58    | 11      | 11      | 0       | 0       | 35      | 6       | 11           | 8            | 1            | 2            | 31           | 9            | 22     | 19     | 1      | 2      | 66     | 15     | +51 |
| FA Women's Cup           | -     | 2       | 2       | 0       | 0       | 5       | 2       | 2            | 2            | 0            | 0            | 4            | 1            | 5      | 5      | 0      | 0      | 10     | 3      | +7  |
| FA Women's League Cup    | -     | 0       | 0       | 0       | 0       | 0       | 0       | 2            | 2            | 0            | 0            | 10           | 1            | 3      | 2      | 0      | 1      | 11     | 4      | +7  |
| Women's Champions League | -     | 5       | 3       | 0       | 2       | 14      | 3       | 5            | 3            | 2            | 0            | 8            | 2            | 10     | 6      | 2      | 2      | 22     | 5      | +17 |
| Totale                   | -     | 18      | 16      | 0       | 2       | 54      | 11      | 20           | 15           | 3            | 2            | 53           | 13           | 40     | 32     | 3      | 5      | 109    | 27     | +82 |

### Andamento in campionato
| Giornata  | 1 | 2 | 3 | 4 | 5 | 6 | 7 | 8 | 9 | 10 | 11 | 12 | 13 | 14 | 15 | 16 | 17 | 18 | 19 | 20 | 21 | 22 |
| --------- | - | - | - | - | - | - | - | - | - | -- | -- | -- | -- | -- | -- | -- | -- | -- | -- | -- | -- | -- |
| Luogo     | C | T | C | T | T | C | T | C | T | C  | T  | C  | T  | C  | C  | T  | T  | C  | T  | C  | C  | T  |
| Risultato | V | P | V | V | V | V | V | V | V | V  | N  | V  | V  | V  | V  | P  | V  | V  | V  | V  | V  | V  |
| Posizione | 4 | 8 | 5 | 3 | 3 | 3 | 2 | 1 | 1 | 1  | 1  | 3  | 2  | 1  | 3  | 2  | 2  | 2  | 2  | 1  | 1  | 1  |

Legenda:

Luogo: C = Casa; T = Trasferta. Risultato: V = Vittoria; N = Pareggio; P = Sconfitta.

### Statistiche delle giocatrici
| Giocatore          | FA Women's Super League | FA Women's Super League | FA Women's Super League | FA Women's Super League | FA Women's Cup | FA Women's Cup | FA Women's Cup | FA Women's Cup | FA Women's League Cup | FA Women's League Cup | FA Women's League Cup | FA Women's League Cup | UEFA Champions League | UEFA Champions League | UEFA Champions League | UEFA Champions League | Totale   | Totale | Totale      | Totale     |
| Giocatore          | Presenze                | Reti                    | Ammonizioni             | Espulsioni              | Presenze       | Reti           | Ammonizioni    | Espulsioni     | Presenze              | Reti                  | Ammonizioni           | Espulsioni            | Presenze              | Reti                  | Ammonizioni           | Espulsioni            | Presenze | Reti   | Ammonizioni | Espulsioni |
| ------------------ | ----------------------- | ----------------------- | ----------------------- | ----------------------- | -------------- | -------------- | -------------- | -------------- | --------------------- | --------------------- | --------------------- | --------------------- | --------------------- | --------------------- | --------------------- | --------------------- | -------- | ------ | ----------- | ---------- |
| A. Abdullina       | 6                       | 0                       | 0                       | 0                       | 1              | 0              | 0              | 0              | 1                     | 0                     | 0                     | 0                     | 1                     | 0                     | 0                     | 0                     | 9        | 0      | 0           | 0          |
| A. Akpan           | -                       | -                       | -                       | -                       | 1              | 0              | 0              | 0              | -                     | -                     | -                     | -                     | 0                     | 0                     | 0                     | 0                     | 1        | 0      | 0           | 0          |
| A-K. Berger        | 15                      | -9                      | 0                       | 0                       | 2              | 0              | 0              | 0              | 2                     | -3                    | 0                     | 0                     | 7                     | -5                    | 0                     | 0                     | 26       | -17    | 0           | 0          |
| R. Blades          | -                       | -                       | -                       | -                       | 1              | 0              | 0              | 0              | -                     | -                     | -                     | -                     | -                     | -                     | -                     | -                     | 1        | 0      | 0           | 0          |
| M. Bright          | 14                      | 1                       | 0                       | 0                       | 3              | 0              | 0              | 0              | 3                     | 0                     | 0                     | 0                     | 5                     | 1                     | 0                     | 0                     | 25       | 2      | 0           | 0          |
| C. Brown           | -                       | -                       | -                       | -                       | 1              | 0              | 0              | 0              | -                     | -                     | -                     | -                     | -                     | -                     | -                     | -                     | 1        | 0      | 0           | 0          |
| K. Buchanan        | 16                      | 0                       | 2                       | 0                       | 2              | 0              | 0              | 0              | 2                     | 0                     | 0                     | 0                     | 8                     | 0                     | 1                     | 0                     | 28       | 0      | 3           | 0          |
| J. Čanković        | 14                      | 4                       | 0                       | 0                       | 2              | 0              | 0              | 0              | 3                     | 0                     | 0                     | 0                     | 3                     | 0                     | 0                     | 0                     | 22       | 4      | 0           | 0          |
| J. Carter          | 17                      | 2                       | 0                       | 0                       | 5              | 1              | 0              | 0              | 1                     | 0                     | 0                     | 0                     | 8                     | 0                     | 2                     | 0                     | 31       | 3      | 2           | 0          |
| N. Charles         | 21                      | 4                       | 0                       | 0                       | 5              | 0              | 2              | 0              | 3                     | 0                     | 0                     | 0                     | 10                    | 0                     | 0                     | 0                     | 39       | 4      | 2           | 0          |
| A. Claypole        | 1                       | 0                       | 0                       | 0                       | 1              | 0              | 0              | 0              | -                     | -                     | -                     | -                     | -                     | -                     | -                     | -                     | 2        | 0      | 0           | 0          |
| E. Cuthbert        | 18                      | 5                       | 1                       | 0                       | 4              | 0              | 0              | 0              | 3                     | 0                     | 0                     | 0                     | 8                     | 1                     | 2                     | 0                     | 33       | 6      | 3           | 0          |
| B. England         | 8                       | 2                       | 0                       | 0                       | -              | -              | -              | -              | -                     | -                     | -                     | -                     | 2                     | 0                     | 0                     | 0                     | 10       | 2      | 0           | 0          |
| M. Eriksson        | 20                      | 1                       | 0                       | 0                       | 5              | 0              | 0              | 0              | 2                     | 0                     | 1                     | 0                     | 9                     | 0                     | 0                     | 0                     | 36       | 1      | 1           | 0          |
| J. Fleming         | 20                      | 3                       | 1                       | 0                       | 5              | 0              | 0              | 0              | 2                     | 0                     | 0                     | 0                     | 9                     | 0                     | 0                     | 0                     | 36       | 3      | 1           | 0          |
| P. Harder          | 10                      | 8                       | 0                       | 0                       | 1              | 0              | 0              | 0              | -                     | -                     | -                     | -                     | 4                     | 3                     | 0                     | 0                     | 15       | 11     | 0           | 0          |
| S. Ingle           | 21                      | 2                       | 1                       | 0                       | 5              | 1              | 1              | 0              | 3                     | 0                     | 0                     | 0                     | 9                     | 2                     | 2                     | 0                     | 38       | 5      | 4           | 0          |
| L. James           | 18                      | 5                       | 1                       | 0                       | 4              | 0              | 1              | 0              | 3                     | 1                     | 2                     | 0                     | 8                     | 2                     | 3                     | 0                     | 33       | 8      | 7           | 0          |
| S. Kerr            | 21                      | 12                      | 0                       | 0                       | 4              | 6              | 0              | 0              | 3                     | 6                     | 0                     | 0                     | 10                    | 5                     | 1                     | 0                     | 38       | 29     | 1           | 0          |
| F. Kirby           | 8                       | 6                       | 0                       | 0                       | 1              | 0              | 0              | 0              | 2                     | 2                     | 0                     | 0                     | 5                     | 1                     | 0                     | 0                     | 16       | 9      | 0           | 0          |
| M. Leupolz         | 7                       | 0                       | 1                       | 0                       | 4              | 0              | 0              | 0              | 2                     | 0                     | 1                     | 0                     | 4                     | 0                     | 0                     | 0                     | 17       | 0      | 2           | 0          |
| M. Mjelde          | 7                       | 1                       | 0                       | 0                       | 4              | 1              | 0              | 0              | 1                     | 0                     | 0                     | 0                     | 6                     | 2                     | 0                     | 0                     | 18       | 4      | 0           | 0          |
| Z. Mušović         | 7                       | -6                      | 0                       | 0                       | 3              | -3             | 1              | 0              | 1                     | -1                    | 0                     | 0                     | 3                     | 0                     | 0                     | 0                     | 14       | -10    | 1           | 0          |
| A. Nouwen          | 3                       | 0                       | 0                       | 0                       | -              | -              | -              | -              | -                     | -                     | -                     | -                     | 1                     | 0                     | 0                     | 0                     | 4        | 0      | 0           | 0          |
| E. Orman           | 0                       | 0                       | 0                       | 0                       | -              | -              | -              | -              | -                     | -                     | -                     | -                     | 0                     | 0                     | 0                     | 0                     | 0        | 0      | 0           | 0          |
| E. Périsset        | 18                      | 0                       | 0                       | 0                       | 3              | 0              | 0              | 0              | 3                     | 0                     | 0                     | 0                     | 8                     | 0                     | 1                     | 0                     | 32       | 0      | 1           | 0          |
| G. Reiten          | 21                      | 9                       | 0                       | 0                       | 5              | 1              | 1              | 0              | 3                     | 1                     | 1                     | 0                     | 10                    | 2                     | 1                     | 0                     | 39       | 13     | 3           | 0          |
| J. Rytting Kaneryd | 20                      | 1                       | 0                       | 0                       | 4              | 0              | 0              | 0              | 3                     | 0                     | 0                     | 0                     | 10                    | 0                     | 0                     | 0                     | 37       | 1      | 0           | 0          |
| K. Svitková        | 3                       | 0                       | 0                       | 0                       | -              | -              | -              | -              | 0                     | 0                     | 0                     | 0                     | 2                     | 2                     | 0                     | 0                     | 5        | 2      | 0           | 0          |